# Albert Victor Alexander
Albert Victor Alexander, född 1 maj 1885 i Weston-super-Mare, Somerset, England, död 11 januari 1965 i London, var en engelsk politiker och kooperatör.

## Biografi
Alexander var son till Albert Alexander, smed och senare ingenjör, som hade flyttat från sin hembygd Wiltshire till Bristol under jordbruksdepressionen på 1860-talet och 1870-talet, och Eliza Jane Thatcher, dotter till en polis. Efter en kortvarig skolgång började han arbeta vid 13 års ålder, först hos en läderköpman, och fem månader senare som juniorkontorist på skolkontoret i Bristol. År 1903 övergick han till Somersets nybildade lokala skolmyndighet, där han arbetade som kommittékontorist.
Alexander nådde under första världskriget kaptens grad från att ha gått ut i kriget som menig, och verkade sedan på olika poster i labour och inom den kooperativa rörelsen samt som lekmannapredikant (baptist). Han valdes i november 1922 till att representera Sheffield Hillsborough (Hillsborough) i underhuset och omvaldes åren 1923, 1924 och 1929. Han skulle sedan från 1935 fortsätta att representera Sheffield, med en kortare paus, fram till 1950.
Alexander var vidare parlamentsekreterare i handelministeriet 1924, marinminister i MacDonalds regering 1929-31.
Som marinminister under andra världskriget i den nationella samlingsregeringen 1940-45 under Winston Churchill hade Alexander, som dock inte tillhörde krigskabinettet, sin andel i det framgångsrika genomförandet av sjöoperationerna och konvojtjänsten. Efter krigsslutet blev han försvarsminister i Clement Attlees regering.
Alexander beslutade 1950 att inte ställa upp till omval. Han avgick från underhuset och upphöjdes till pär i överhuset som Viscount Alexander av Hillsborough, Hillsborough i staden Sheffield,  tre månader före sin 65-årsdag. Av praktiska skäl behövde försvarsministern vara medlem i underhuset och Emmanuel Shinwell övertog denna roll. Alexander behöll emellertid sin plats i regeringen som kansler för hertigdömet Lancaster. 